# Calyxochaetus vegetus
Calyxochaetus vegetus är en tvåvingeart som först beskrevs av Wheeler 1899.  Calyxochaetus vegetus ingår i släktet Calyxochaetus och familjen styltflugor. Inga underarter finns listade i Catalogue of Life.